# 苏岩礁
32°07′22.63″N 125°10′56.81″E / 32.1229528°N 125.1824472°E
苏岩礁，韩國称「離於島」（：／ Ieo do */?）或「波浪島」（：／ Parang do */?），為东中国海上的一个水下暗礁，實際由大韓民國控制。原认为其附近还有虎皮礁和鸭礁，但有论文表示经测量后发现其并不存在。苏岩礁附近还有丁岩礁。目前中华人民共和国和大韩民国对该暗礁周围海域的专属经济区划分存有争议，而苏岩礁正好位于中韩专属经济区主张的重叠区。韩方主张以中间线作为划界标准，这样苏岩礁位于韩国的专属经济区内。而中方则主张依据大陆岸延伸原则，将其划入中国的专属经济区。双方对黄海划界问题，仍处於谈判阶段。韩国依据其对EEZ的主张已在苏岩礁上建立了海洋科学基地，並在附近海域進行科研和資源勘測。而中方亦在此巡航以宣示管轄權。

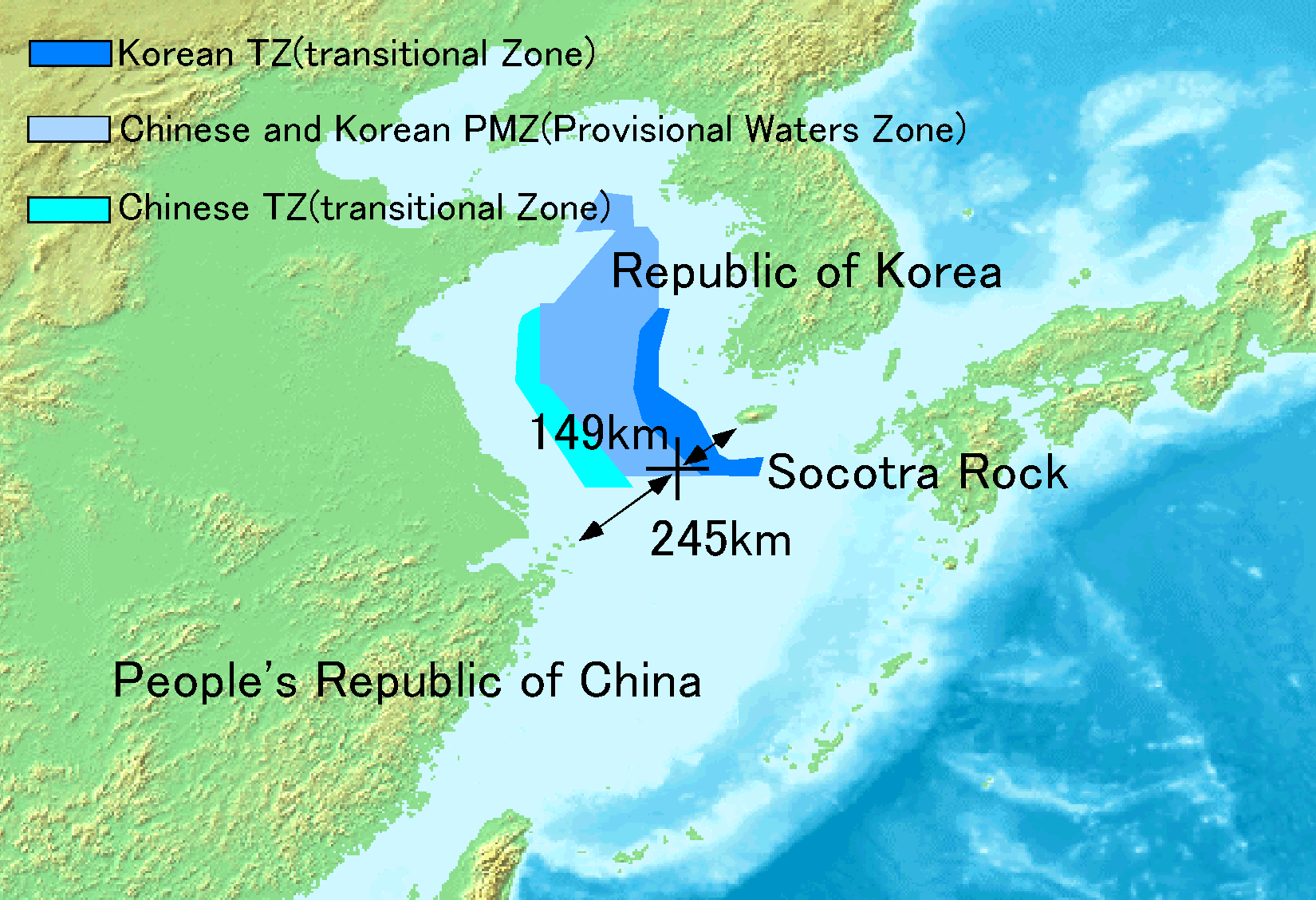
蘇岩與中國領海基線（舟山區域）/韓國濟州島距離圖

## 地理位置
苏岩礁位於东中国海水域的大陆架上，也處於中华人民共和国、韩国2国主张的专属经济區的重叠区内，距中国大陸领海基线海礁132海里，江苏南通和上海崇明岛以东约150海里，距舟山群岛最东侧的童岛132海里（245公里），距韩國济州岛西南82海里，近馬羅島，距日本沖繩縣硫磺鳥島151海里。由于苏岩礁距离中韩两国都未超过200海里，其周边海域的归属取决于两国如何划定海上专属经济区。

## 历史
中國古籍《山海经·大荒东经》当中有记载，“东海之外，………，大荒之中，有山名曰猗天苏山。”被认为此即苏岩。

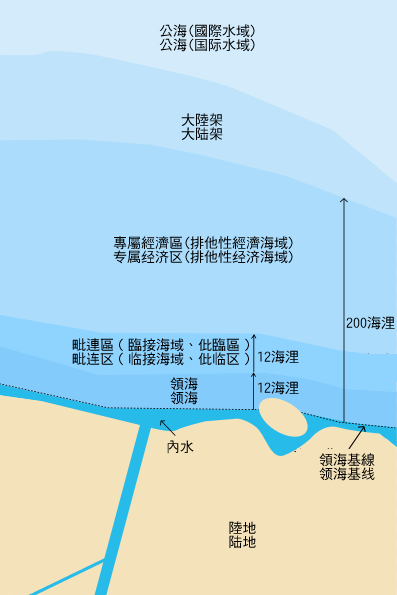
內水、領海、鄰接海域、專屬經濟區、大陸架、公海

南韩聲稱此處稱為「離於島」或「波浪島」（Parangdo），是因其早期傳說中，濟州島居民以韓國漁民在附近海上喪生，此處有彼等之游魂，而名之。南韩政府聲稱，此類傳說乃指其先民見到此礁者即凶多吉少，故此處為韓民之活動區域。韓方、中方都採取連結神話與現實的說法，無任何證據可證實。
- 1900年该礁石被英国商船索科特拉号（SOCOTRA）发现，并以其船名命名。[5]
- 1910年，英國商船「海中女巫號」（Waterwitch）測得蘇岩距離水面5.4公尺。
- 1938年，日本计划在该礁石建立钢筋水泥研究站，但因二戰爆發而未能落實。[6]
- 1944年12月25日，美国军舰冰鱼号（USS Icefish）对苏岩地区进行了战时勘查，记录中以当时通用名SOCOTRA ROCK称之。[7]
- 1949年，中華人民共和國成立。由於中國內戰仍在進行，東海舟山群島附近仍由中華民國海軍巡弋。但其舟山守軍與海上武裝是否具體確認蘇岩位置，未能得知。1950年代东海舰队对苏岩进行了勘察。
- 1951年，據稱韓國登山組織與水上武裝曾至此拋下一銅製品，刻有「離於島：大韓民國領土」文字。這是來自「韓國海洋研究發展中心」的材料。
- 1952年，韓國政府提出「李承晚線」，將獨島與蘇岩（離於島）劃入韓國海域。此一主張無任何外國承認。
- 1963年，5月1日中国大陸籍船隻跃进号自青岛港外锚地启航，在首航日本的门司和名古屋西港途中，尽管海图中标明航线中有苏岩礁区三块礁石，但由于计算错误仍然在苏岩地区触礁，当时误以为是受鱼雷攻击，险些成为国际事件，在調查後，证明是在苏岩触礁。[8]在调查过程中，上海河道工程局测量船队赴现场调查跃进号事故原因，在苏岩礁东南1.5海里处测得沉船，证明“跃进”号为触礁沉没。[9]
- 1970年，韓國國會通過「水下資源開發法」，將蘇岩（離於島）劃入其「第四水下開發區」（Fourth Mining Field）。[6]
- 1982年，聯合國第三次海洋法會議（The Third UN Conference on Law of the Sea）決議島嶼認定原則。海洋法公約第121條第一項規定，島嶼需為自然形成之海上陸地，必須於滿潮時仍浮出水面（above water at high tide）。該條第三項規定，無人或無法維持人類經濟生活的礁石（rocks）不得用以主張經濟海域或大陸架。該條約現有160國簽署，中國大陸及韓國皆已批准。
- 1984年，韩国济州大学确认该岩礁的位置。[10]
- 1987年，韩国在其上设立了航海浮标。[11]
- 1995年，韩国開始在此修建高35米、面积达1200多平方米的水面建筑，並将它作为海洋科学基地。
- 2001年1月26日，韩国地理院正式将苏岩命名为離於島Ieodo，被视为韩国强化其专属经济区划界主张和实际存在的行动之一。

## 爭議

全球大陸架，以淺藍色標記

海洋法公約簽署且批准國
海洋法公約簽署但未批准國

目前中华人民共和国和大韓民国对该暗礁有争议，韓国已將其劃入濟州特別自治道西歸浦市管轄。该礁在低潮时处在水面以下，离海面最浅处达4.6米。苏岩礁位于中韩专属经济区主张重叠区，距离韩国济州岛149公里，与中国领海基点海礁的距离约为247公里。由于苏岩礁是暗礁不是岛屿，中韩双方就苏岩礁不是领土有共识。不过双方在专属经济区归属上有分歧，韩方主张以中间线作为划界标准将苏岩礁划为韩国专属经济区，而中方则主张依据大陆岸线原则将其划为中華人民共和國专属经济区。双方对黄海划界问题，仍处於谈判阶段。
韓國從1995年起在此興築建物，自2002年起，在此又投資212億韓圓（約4.8億新台幣）擴建了高76米（水下40米，水上36米）的建物，稱為「韓國離於島綜合海洋科學基地」，面積1320平方公尺，包括燈塔、直昇機停機坪、衛星雷達和小型港口。目前有8名常駐人員維持設施。另外韓國国家海洋研究院的職員每隔兩、三個月會登上該建築物，在上面約居住一週。南韓政府已將其視為國土延伸，在附近海域開始資源勘測，派出飛機和艦艇巡邏。
中华人民共和国的主張是立足於蘇岩處於中方大陸架，以及200浬專屬經濟海域。韓國的主張是「離於島」立足於濟州島的較近距離、專經濟海域和「先佔原則」。海洋法公約規定，兩國若有重疊之經濟海域，應以協商解決。蘇岩既然不是水上島嶼而是水下礁岩，應不宜適用國際法的無主地（terra nullius）先佔原則實施管轄。則問題焦點不應是「領土」而是經濟海域。韓方片面在重疊的經濟海域搶佔，中方曾多次抗議。目前中華人民共和國方面希望采用與南中國海鄰國多次召開的「南海會議」取得的「擱置爭議、共同開發」範例對韓交涉，但韓國沿用對日本竹島（獨島）的「先佔」經驗，沒有回應。